# Vatanım Sensin
Vatanım Sensin è un serial televisivo turco composto da 59 puntate suddivise in due stagioni, trasmesso su Kanal D dal 27 ottobre 2016 al 7 giugno 2018. Il personaggio principale di Cevdet è basato sulla vita di Mustafa Mümin Aksoy, il cui soprannome era Gavur Mümin ed è ambientata negli ultimi anni dell'Impero ottomano e la guerra d'indipendenza turca.

## Trama
Verso la fine della prima guerra mondiale sul fronte orientale, Cevdet rassegna le dimissioni da colonnello dell'esercito ottomano a Salonicco per amore della moglie Azize e dei suoi figli Ali Kemal, Yildiz e Hilal. Tuttavia, Tevfik, un ambizioso colonnello dell'esercito, convince Cedvet a tornare alla vita militare a favore della causa indipendentista turca guidata da Mustafa Kemal Pasha, in cambio dell'infiltrazione negli ambienti militari greci.
La guerra d'indipendenza turca rivoluziona la vita di Azize e dei suoi tre figli, soprattutto Hilal e Yildiz, che diventano parte attiva dell'insurrezione, situazione che mette in risalto Cevdet, che tuttavia, e astutamente, adempie alla missione affidata.

## Puntate
La serie è andata in onda su Kanal D dal 27 ottobre 2016 al 7 giugno 2018: la prima stagione è stata trasmessa dal 27 ottobre 2016 all'8 giugno 2017, mentre la seconda ed ultima stagione dal 9 novembre 2017 al 7 giugno 2018.
| Stagione         | Puntate | Prima TV Turchia | Prima TV Italia |
| ---------------- | ------- | ---------------- | --------------- |
| Prima stagione   | 31      | 2016-2017        | inedita         |
| Seconda stagione | 28      | 2017-2018        | inedita         |

## Personaggi e interpreti

### Personaggi principali
- Cevdet (episodi 1-59), interpretato da Halit Ergenç.
- Azize / Ayşe Bacı (episodi 1-59), interpretata da Bergüzar Korel.
- Hilal (episodi 1-59), interpretata da Miray Daner.
- Leonidas "Leon" Papadopouluos (episodi 1-59), interpretato da Boran Kuzum.
- Yıldız (episodi 1-59), interpretata da Pınar Deniz.
- Hacimihalis (episodi 1-54), interpretato da Emre Şen.
- Eleni (episodi 1-54), interpretata da Yasemin Szawlowski.
- Principessa Anastasia Romanova (episodi 1-54), interpretata da Alina Boz.
- Hasibe Ana (episodi 1-53), interpretata da Celile Toyon.
- Tevfik / Yanık Efe (episodi 1-42), interpretato da Onur Saylak.
- Dağıtıcı Çocuk (episodi 1-59), interpretato da Deniz Ayaz.
- Veronika (episodi 1-31), interpretata da Senan Kara.
- İhsan (episodi 1-28), interpretato da Murat Mastan.
- Hristo (episodi 1-27), interpretato da Can Kolukısa.
- Eftalya (episodi 1-27), interpretata da Şebnem Hassanisoughi.
- Eşref Paşa (episodi 1-27), interpretato da Hakan Salınmış.
- Ali Kemal / Dimitri (episodi 1-31), interpretato da Kubilay Aka.
- Dimitri (episodi 1-31), interpretato da Cihan Çulfa.
- Vasili Papadopouluos (episodi 1-31), interpretato da Baki Davrak.
- Mehmet (episodi 3-40), interpretato da Genco Özak.
- Yakup (episodi 14-59), interpretato da Fatih Artman.
- Makbule (episodi 15-59), interpretata da Jale Aylanç.
- William Charles Hamilton (episodi 18-47), interpretato da Okan Yalabik.

### Personaggi secondari
- Haydar (episodi 1-15), interpretato da Tolga Coşkun.
- Hasan Tahsin (episodio 1), interpretato da Ahmet Tansu Taşanlar.
- Başhekim Mustafa Sami (episodi 2-13), interpretato da Yiğit Çelebi.
- İlyas Çavuş (episodio 2), interpretato da Mert Aydın.
- Ölmez Hasan (episodi 4-9), interpretato da Turgut Tunçalp.
- Andreas (episodi 5-7), interpretato da Emrah Ersoy.
- Marco (episodio 5), interpretato da Özcan Yiğit.
- Falcı (episodio 5), interpretata da Defne Yalnız.
- Stavro (episodi 9-27), interpretato da Tuğrul Tülek.
- Gürcü Salih (episodi 10-14), interpretato da Emre Başer.
- Halide Edip Adıvar (episodi 10-11), interpretata da Selma Ergeç.
- İvan (episodi 12-13), interpretato da Serkan Kunter.
- İmam Efendi (episodi 13-14), interpretato da Ayberk Aladar.
- Yavuz (episodi 14-22), interpretato da Arda Kaptanlar.
- Vice ministro Kostas (episodi 15-17), interpretato da Serhat Tutumluer.
- Kara Fatma (episodi 25-26), interpretata da Demet Evgar.
- Mebus Rıza Bey (episodi 25-26), interpretato da Hüseyin Avni Danyal.
- Dağıstanlı (episodi 32-45), interpretato da Ufuk Bayraktar.
- Seher (episodi 32-45), interpretata da Şükran Ovalı.
- Generale Filipos (episodi 32-59), interpretato da Levent Can.
- Aleksi (episodi 32-57), interpretato da Berker Güven.
- İsmet Paşa (episodi 39-59), interpretato da Ahmet Saraçoğlu.
- Mehmet Âkif (episodi 48-49), interpretato da Tolga Tekin.
- Mösyö Dule (episodio 51), interpretato da Serkan Altunorak.
- Kazım Paşa (episodio 59), interpretato da Ahmet Mümtaz Taylan.

## Produzione
La serie è diretta da I fratelli Taylan (Yağmur Taylan e Durul Taylan) e Burak Arlıel, scritta da Necati Şahin, Gamze Arslan, Nuran Evren Şit, Nergis Otluoğlu Akoğlu e Ali Aydın nella prima stagione e Uygar Şirin, Melih Özyılmaz, Melek Seven e Deniz Gürlek nella seconda stagione e prodotta da O3 Medya.

### Riprese
Le riprese sono iniziate nell'agosto 2016 tra Istanbul, Smirne e la regione dell'Egeo. Inoltre, è stato costruito un set a Istanbul per ricreare il lungomare di Smirne e i quartieri dell'epoca. Inoltre, le riprese del primo episodio sono durate tra i 35 e i 40 giorni.

## Riconoscimenti
- Beirut International Film Festival
  - 2018: Premio come Miglior attore internazionale ad Halit Ergenç
  - 2018: Premio come Miglior attrice internazionale a Bergüzar Korel
- Pantene Golden Butterfly Awards
  - 2017: Candidatura come Miglior coppia televisiva a Boran Kuzum e Miray Daner
  - 2017: Candidatura come Miglior regista a I fratelli Taylan (Yağmur Taylan e Durul Taylan) e Burak Arlıel
  - 2017: Candidatura come Miglior sceneggiatura a Nuran Evren Şi
  - 2017: Candidatura come Miglior serie televisiva a Onur Güvenatam
  - 2018: Candidatura come Miglior interpretazione di un attore ad Halit Ergenç
  - 2018: Candidatura come Miglior interpretazione di un'attrice a Bergüzar Korel
  - 2018: Candidatura come Miglior coppia televisiva ad Halit Ergenç e Bergüzar Korel
  - 2018: Candidatura come Miglior regista a I fratelli Taylan (Yağmur Taylan e Durul Taylan) e Burak Arlıel
  - 2018: Candidatura come Miglior musica per una serie televisiva a Yıldıray Gürgen
- PRODU Awards
  - 2019: Candidatura come Telenovela in lingua straniera per Vatanım Sensin
- Turkey Youth Awards
  - 2017: Candidatura come Miglior attrice televisiva non protagonista a Miray Daner
  - 2018: Candidatura come Miglior serie televisiva per Vatanım Sensin
  - 2018: Candidatura come Miglior attore televisivo ad Halit Ergenç
  - 2018: Candidatura come Miglior attrice televisiva a Bergüzar Korel
  - 2018: Candidatura come Miglior attrice televisiva non protagonista a Miray Daner